# Ochai Agbaji
Ochai Young Agbaji (ur. 20 kwietnia 2000 w Milwaukee) – amerykański koszykarz, nigeryjskiego pochodzenia, występujący na pozycji rzucającego obrońcy, od 2024 zawodnik Toronto Raptors.
W 2022 reprezentował Cleveland Cavaliers podczas rozgrywek letniej ligi NBA w Las Vegas.
8 lutego 2024 trafił w wyniku wymiany do Toronto Raptors.

## Osiągnięcia
Stan na 13 marca 2024, na podstawie, o ile nie zaznaczono inaczej.

### NCAA
- Mistrz:
  - NCAA (2022)
  - turnieju konferencji Big 12 (2022)
  - sezonu regularnego Big 12 (2020, 2022)
- Uczestnik rozgrywek:
  - II rundy turnieju NCAA (2019, 2021, 2022)
- Most Outstanding Player (MOP=MVP) turnieju:
  - NCAA Final Four (2022)[5]
  - Big 12 (2022[6]
- Koszykarz roku konferencji Big 12 (2022)[7]
- Zaliczony do:
  - I składu:
    - All-American (2022)
    - Big 12 (2022)
    - turnieju:
      - NCAA Final Four (2022 przez Associated Press)
      - Big 12 (2022)

  - składu honorable mention All-Big 12 (2020, 2021)
- Zawodnik kolejki konferencji Big 12 (15.11.2021, 17.01.2022, 24.01.2022, 21.02.2022)
- Najlepszy nowo przybyły zawodnik kolejki Big 12 (4.02.2019)
- Lider Big 12 w:
  - średniej:
    - punktów (2022 – 18,8)
    - rozegranych minut (2022 – 35,1)

  - liczbie:
    - punktów (2022 – 732)
    - celnych (258) i oddanych (543) rzutów z gry (2022)
    - celnych (2021 – 78, 2022 – 103) i oddanych (2021 – 207, 2022 – 253) rzutów za 3 punkty
    - rozegranych minut (2022 – 1010)